# Alexandre Bache
Pour les articles homonymes, voir Bâche.
Alexandre Bache, né le 26 avril 1780 à Rouen (Seine-Maritime), mort le 29 septembre 1848 à Paris, est un militaire français de la Révolution et de l’Empire.

## États de service
Il entre en service le 26 août 1799, comme soldat au 9e régiment de dragons, il passe brigadier le 26 octobre 1799, brigadier fourrier le 2 novembre suivant et sous-lieutenant le 25 janvier 1796. 
Il fait les campagnes de l’an VIII et de l’an IX à l’armée d’Italie, et celles de l’an X à l’an XIII à l’armée de l'Ouest. Il se distingue le 17 janvier 1800, en chargeant à la tête de 40 dragons, une colonne d’insurgés qui veulent s’emparer du pont de Mauves, la culbute et la fait prisonnière. Dans cette affaire il reçoit un coup de feu à la jambe et a son cheval tué sous lui. Il est nommé lieutenant le 23 novembre 1803, et il est fait chevalier de la Légion d’honneur le 14 juin 1804.
Désigné avec son régiment pour faire partie de la Grande Armée de l’an XIV à 1807, il prend part aux campagnes d’Autriche, de Prusse et de Pologne. Il reçoit son brevet de capitaine le 29 avril 1807, et de 1808 à 1811, il combat en Espagne. Le 18 juin 1811, son régiment est renommé 4e régiment de chevau-légers lancier. Il fait la campagne de Russie en 1812, puis celle de Saxe en 1813. Il est nommé chef d’escadron le 16 juin 1813, et en 1814, il fait la campagne de France. 
Lors de la première restauration, il est élevé au grade d’officier de la Légion d’honneur le 30 août 1814, et il est fait chevalier de Saint-Louis le 25 mars 1815. Pendant les Cent-Jours, il participe à la bataille de Waterloo, et il est mis en demi-solde le 11 novembre 1815.
Il est rappelé à l’activité le 20 mars 1816, avec le grade de major, dans le 1er régiment de dragons, et il passe le 18 mars 1820, dans le 7e régiment de dragons, avec le grade de chef d’escadron. En 1823, il est appelé en Espagne et il est nommé lieutenant-colonel dans ce régiment, qui devient 7e régiment de cuirassiers en 1825. Il est créé baron par lettre patentes du 6 novembre 1829.
Il est promu colonel commandant le 10e Régiment de Cuirassiers le 27 janvier 1831, et il participe à sa dernière campagne avec son régiment en Belgique. Il est fait commandeur de la Légion d’honneur le 5 janvier 1834, et il est admis à la retraite le 1er avril suivant.
Il meurt le 29 septembre 1848 à Paris.

## Décorations, titres, honneurs
- Chevalier de l'ordre royal et militaire de Saint-Louis (25 mars 1815)
- Commandeur de la Légion d'honneur (5 janvier 1834)

## Sources
- A. Lievyns, Jean Maurice Verdot, Pierre Bégat, Fastes de la Légion-d'honneur, biographie de tous les décorés accompagnée de l'histoire législative et réglementaire de l'ordre, Tome 4, Bureau de l’administration, 1844, 640 p. (lire en ligne), p. 493.
- « Cote LH/86/66 », base Léonore, ministère français de la Culture
- Léon Hennet, Etat militaire de France pour l’année 1833, Levrault, 1833, p. 339-409-411-.
- Georges Guimet de Juzancourt, Historique du 10e Régiment de Cuirassiers (1643-1891), Berger-Levrault, 1893, p. 90-91.
- Albert Révérend et Jean Tulard, Titres, anoblissements et pairies de la Restauration, 1814-1830, Volumes 1 à 2, H. Champion, 1974, p. 84.